# Borneo Orangutan Survival Schweiz
Borneo Orangutan Survival Schweiz (BOS Schweiz) ist eine schweizerische Non-Profit-Organisation, die 2004 gegründet wurde. Zweck des Vereins ist der Arten-, Tier-, Natur- und Umweltschutz in Indonesien und Malaysia, der Schutz der Orang-Utans und die Erhaltung seines Lebensraums auf Borneo. Um diese Ziele zu erreichen, werden Mitglieder geworben, Spenden generiert, Stiftungsgelder beantragt, Informationsveranstaltungen durchgeführt, Kontakte zu internationalen Institutionen zum Zwecke der Zusammenarbeit gefördert und wird Informationsmaterial ausgegeben.
Der Verein unterstützt ideell und finanziell und durch Teilnahme am Management von Einzelprojekten die Borneo Orangutan Survival Foundation (BOS Foundation), das derzeit grösste Primatenschutzprogramm der Welt.
BOS Schweiz ist Teil eines internationalen Netzwerks von Organisationen, die die BOS Foundation unterstützen. Der Verein hat seinen Sitz in Zürich.

## Geschichte
Reto Davatz, Elisabeth Labes und Thomas Kamm gründeten am 1. Dezember 2004 den Verein Borneo Orangutan Survival Association Schweiz (BOS Schweiz) in Zürich. Dieser unterstützt die Arbeit der BOS Foundation und setzt sich für den Schutz der Orang-Utans und ihres Lebensraumes ein. Im April 2005 erhielt BOS Schweiz die Anerkennung als gemeinnützige Organisation durch das kantonale Steueramt Zürich. Am 1. April 2009 wurde eine Geschäftsstelle in Zürich eröffnet.
Seit 2011 konzentriert sich der Verein auf die Unterstützung von Projekten in den Bereichen Rettung, Rehabilitation und Auswilderung von Orang-Utans, Waldschutz, Malaienbärenschutz und Community Development auf Borneo sowie Öffentlichkeits- und Bildungsarbeit in der Schweiz.
Im Laufe der Jahre hat sich der Verein zu einem der wichtigsten Förderer der BOS Foundation entwickelt. Er generiert zusammen mit internationalen Partnern bis zu 80 Prozent der Einnahmen der BOS Foundation. BOS Schweiz überprüft, plant und evaluiert die geförderten Projekte von Zürich aus und mindestens zweimal pro Jahr vor Ort.

## Arbeitsweise
BOS Schweiz unterstützt hauptsächlich die BOS Foundation und weitere Organisationen, die sich für Wald- und Artenschutz in Indonesien einsetzen, mit Fundraising, Öffentlichkeitsarbeit und Bildungskampagnen in der Schweiz. Der Verein finanziert und setzt Projekte um, die unter anderem die Rettung, Rehabilitation und Auswilderung von Orang-Utans, die Sensibilisierungs- und Aufklärungsarbeit sowie den Schutz und die Aufforstung von Regenwäldern umfassen.
BOS Schweiz organisiert regelmässig Spendenkampagnen und Veranstaltungen, um Gelder für die Projekte der BOS Foundation zu generieren. Zudem bietet der Verein Orang-Utan-Patenschaften, Hilfspakete und weitere Spendenmöglichkeiten an, mit denen das Überleben und der Lebensraum der Orang-Utans finanziell gefördert werden kann. Zahlreiche Unternehmen und Selbständige unterstützen BOS Schweiz unter anderem mit Unternehmenspatenschaften, Spendenprojekten oder Know-how-Transfers im Rahmen von Sponsoringpartnerschaften.

## Projekte

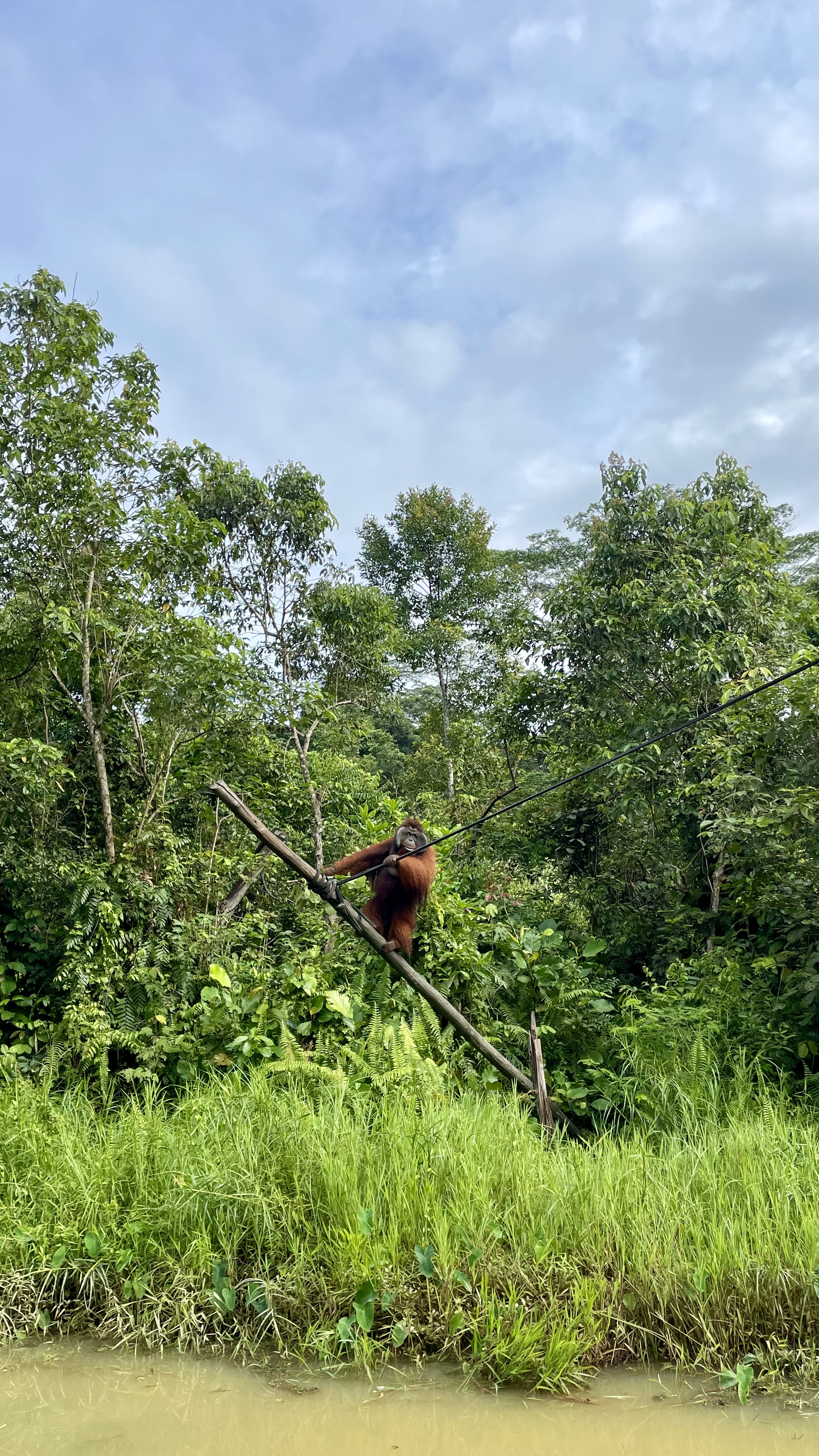
Orang-Utan in der Station Samboja Lestari

BOS Schweiz unterstützt Projekte der BOS Foundation und anderer Projektpartner in Indonesien (z. B. Conservation Action Network (CAN), Sun Bear Outreach, Borneo Nature Foundation) in den Bereichen Arten- und Waldschutz und beteiligt sich an der Finanzierung der BOS-Rettungsstationen Samboja Lestari und Nyaru Menteng sowie des Rehabilitations- und Auswilderungsprogramms auf Borneo.
Zu den vom Verein finanzierten Projekten zählen unter anderem mehrere Vorauswilderungsinseln und Schutzinseln, der Bau einer Solaranlage, die Samboja Lestari mit Strom versorgt, eine Erweiterung der Tierklinik, diverse Infrastrukturprojekte sowie Gehälter und Weiterbildung des Personals.

### Auswilderungen (Artenschutz)
Seit 2015 hat BOS Schweiz durch Stiftungsgelder entscheidend zum Auswilderungsprogramm von Orang-Utans in Ost-Kalimantan beigetragen. Knapp 100 Tiere wurden freigelassen, nachdem sie in der Waldschule und auf sogenannten Vorauswilderungsinseln ihre natürlichen Fähigkeiten wiedererlangen konnten. Diese Inseln bieten eine sichere Umgebung, in der die Orang-Utans wichtige Überlebensstrategien trainieren, bevor sie in Gebiete wie das Bukit-Batikap-Schutzgebiet oder den Kehje-Sewen-Wald umgesiedelt werden. Neben der Finanzierung der Infrastruktur der Rettungsstationen unterstützt BOS Schweiz auch das Post-Release-Monitoring, das sicherstellt, dass die Tiere nach der Freilassung gut überwacht werden. Dies ist ein wesentlicher Faktor, um ihre Anpassung an die Wildnis zu garantieren.
Ein wichtiger Erfolg für den Arten- und Waldschutz auf Borneo war die Mitfinanzierung der Lizenzgebühr für die RHOI-Konzession. Diese erlaubt BOS Schweiz, eine eigene Ecosystem Restoration Concession zu verwalten – ein langfristiges Projekt zum Schutz und zur Wiederherstellung des natürlichen Lebensraums der Orang-Utans. Diese Konzession trägt nicht nur zur Rettung der Tiere bei, sondern fördert auch die Erhaltung des Regenwaldes in Indonesien.

### Waldschutz
Finanzierung von Massnahmen zur Wiederaufforstung, Renaturierung und zum Schutz von Regenwaldgebieten.
BOS Schweiz engagiert sich für den Waldschutz und die Aufforstung auf Borneo, um dem Klimawandel entgegenzuwirken und die Biodiversität zu erhalten. Im Fokus stehen dabei nachhaltige Projekte, die langfristig betreut werden und besonders bedrohte Baumarten und Ökosysteme wie Torfmoorwälder berücksichtigen. Diese Wälder und Torfböden speichern grosse Mengen an Kohlenstoff und bieten Lebensraum für gefährdete Arten wie den Orang-Utan.
BOS setzt auf einen ganzheitlichen Ansatz, bei dem lokale Gemeinschaften aktiv eingebunden werden. Sie sammeln beispielsweise Samen, ziehen Setzlinge in eigenen Baumschulen und pflanzen Bäume. Zudem schafft BOS alternative Einkommensquellen, um der illegalen Abholzung und Wilderei entgegenzuwirken und Verdienstmöglichkeiten jenseits von Anstellungen auf Plantagen oder im Bergbau zu bieten. Im Rahmen nachhaltiger Entwicklungsprojekte werden ausserdem lokale Brandschutz-Teams ausgebildet und ausgerüstet, um Waldbrände zu verhindern, zu bekämpfen und geschädigte Gebiete zu renaturieren.

### Community Development
BOS Schweiz engagiert sich intensiv für die Entwicklung von Gemeinschaften in Indonesien, besonders in Orang-Utan-Verbreitungsgebieten (rund um die BOS-Rettungsstationen und die BOS-Auswilderungegebiete).
Im Zentrum stehen Massnahmen zur Förderung der ökologischen Nachhaltigkeit und Verbesserung der Lebensbedingungen der lokalen Bevölkerung. Diese Initiativen beinhalten Projekte im Gesundheitsbereich, im Bereich Einkommensgenerierung (siehe oben) und in der Bildung, d. h. Workshops, die die Menschen für den Umweltschutz und die Bedeutung der Orang-Utans sensibilisieren.
Besonders benachteiligte Gruppen wie die indigenen Dayak Wehea erhalten Unterstützung von BOS Schweiz u. a. in Form von Mikrokrediten und bei rechtlichen Herausforderungen wie der Anerkennung ihrer Landrechte.

### Bildungsarbeit in der Schweiz
BOS Schweiz leistet wichtige Bildungsarbeit, sowohl in Indonesien als auch in der Schweiz. 2017 entwickelte BOS Schweiz ein Bildungsprogramm für Kinder in der Schweiz, das seitdem in Form von Workshops, BOS-im-Klassenzimmer-Kursen, Kindergeburtstagen und Onlineprogrammen Wissen über Orang-Utans, Regenwaldschutz und Klimaschutz vermittelt. Die Workshops, in denen Kinder den Lebensweg der Orang-Utans verfolgen, erfreuen sich grosser Beliebtheit bei Kindern, Schulen und Eltern. Das Ziel ist, schon in jungen Jahren ein Bewusstsein für den Umweltschutz und die Bedeutung der Orang-Utans zu schaffen.